# سولنغيلو
سولنغيلو (بالإيطالية: Solonghello)‏ هي بلدية في مقاطعة ألساندريا في إقليم بييمونتي في إيطاليا.

## السكان
في سنة 1861 بلغ عدد السكان 824 نسمة، وتطور العدد ليصل في سنة 2011 لـ 221 نسمة.
يظهر هذا المخطط البياني تطور النمو السكاني لـ سولنغيلو